# Preboot Execution Environment

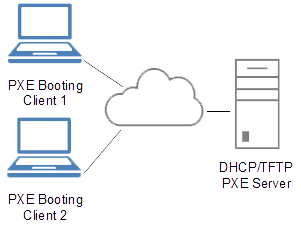
Une vue d'ensemble de PXE

L'amorçage PXE (sigle de Pre-boot eXecution Environment) permet à une station de travail de démarrer depuis le réseau en récupérant une image de système d'exploitation qui se trouve sur un serveur.
L'image ainsi récupérée peut être le système d'exploitation brut ou bien le système d'exploitation personnalisé avec des composantes logicielles (suite bureautique, utilitaires, packs de sécurité, scripts, etc.).
Une fois cette image « pré-chargée », elle peut éventuellement, en fonction des paramétrages passés à cette image sur le serveur, être installée sur la machine qui a été amorcée en PXE.
Il permet également d'installer de manière automatique et à distance des serveurs sous divers OS.
Les nouvelles technologies VDI permettent également de « streamer » un OS complet ainsi que ses applications associées, directement sur la station de travail sans disque dur, en bootant préalablement avec le PXE.
Pour activer le PXE, il faut auparavant le configurer dans le BIOS. L’option se trouve fréquemment dans un menu concernant la carte réseau.
L'amorce par PXE s'effectue en plusieurs étapes :
- recherche d'une adresse IP sur un serveur DHCP/BOOTP ainsi que du fichier à amorcer ;
- téléchargement du fichier à amorcer depuis un serveur Trivial FTP ;
- exécution du fichier à amorcer.

La taille du fichier à amorcer ne permet pas de « booter » directement un noyau Linux, par exemple, mais il faut que le logiciel à amorcer le télécharge et l'exécute lui-même.
Ce protocole est en lien avec les demandes de documentation (RFC) des standards développés par l'IETF

## Documentation sur les standards d'internet de l' IETF
```
| RFC #    | Title                               | Date de publication | Auteur         | Obsolescence et information de mise à jour                                          |
| -------- | ----------------------------------- | ------------------- | -------------- | ----------------------------------------------------------------------------------- |
| RFC 783  | The TFTP Protocol (Revision 2)      | Juin 1981           | K. Sollins     | devenu obsolète par - RFC 1350                                                      |
| RFC 906  | Bootstrap Loading using TFTP        | Juin 1984           | Ross Finlayson | -                                                                                   |
| RFC 951  | Bootstrap Protocol                  | Septembre 1985      | Bill Croft     | Mis à jour par RFC 1395, RFC 1497, RFC 1532, RFC 1542, RFC 5494                     |
| RFC 1350 | The TFTP Protocol (Revision 2)      | Juillet 1992        | K. Sollins     | Mis à jour par RFC 1782, RFC 1783, RFC 1784, RFC 1785, RFC 2347, RFC 2348, RFC 2349 |
| RFC 2131 | Dynamic Host Configuration Protocol | Mars 1997           | R. Droms       | Mis à jour par RFC 3396, RFC 4361, RFC 5494, RFC 6842                               |
| RFC 2348 | TFTP Blocksize Option               | Mai 1998            | G. Malkin      | -                                                                                   |
| RFC 4578 | DHCP Options for the Intel PXE      | Novembre 2006       | M. Johnston    | -                                                                                   |
| RFC 5970 | DHCPv6 Options for Network Boot     | Septembre 2010      | T. Huth        | -                                                                                   |
| RFC 7440 | TFTP Windowsize Option              | Janvier 2015        | P. Masotta     | -                                                                                   |